# Atractotomus taxcoensis
Atractotomus taxcoensis är en insektsart som beskrevs av Stonedahl 1990. Atractotomus taxcoensis ingår i släktet Atractotomus och familjen ängsskinnbaggar. Inga underarter finns listade i Catalogue of Life.